# Списак насељених мјеста у Црној Гори
У овом чланку су наведена насељена мјеста која чине општине Црне Горе.